# Villebarou
 Villebarou  es una población y comuna francesa, en la región de Centro, departamento de Loir y Cher, en el distrito de Blois y cantón de Blois-1.

## Demografía
| 955 | 1307 | 1475 | 1573 | 1793 | 1946 |
| Para los censos de 1962 a 1999 la población legal corresponde a la población sin duplicidades (Fuente: INSEE [Consultar]) |      |      |      |      |      |